# Cirkadiskt ljus
Cirkadiskt ljus är en term för ljusets effekter på den cirkadiska rytmen. Mer specifikt används termen för ljus som anpassar sig efter dygnsrytmen.
Cirkadiska rytmen, även kallat dygnsrytm, är en biologisk klocka som återfinns i hjärnan hos ett stort antal djur och organismer. Den biologiska klockan reglerar det dagliga beteendet och styr ett antal processer/kroppsfunktioner som ämnesomsättning, hormonnivå, födointag, kroppstemperatur och växling mellan vila och aktivitet. Den mänskliga cirkadiska rytmen förhåller sig naturligt till naturens 24-timmars dag-/nattcykel. Den genomsnittliga dygnsrytmen har en periodlängd på 24.18 timmar, men varierar beroende på individ och anpassas bland annat efter intryck från omgivningen, även kallat zeitgebers. 
Ljus är kanske den zeitgeber som har störst effekt på den cirkadiska rytmen. Människan är en dagsaktiv art och ljus hjälper till att synkronisera den naturliga dygnsrytmen i kroppen. Ljus stimulerar ljuskänsliga nervceller i näthinnan som skickar signaler/information genom tractus retino hypothalamicus till dygnsrytmskärnan. Dygnsrytmkärnan, nucleus suprachiasmaticus (SCN), påverkar talgkörtelns utsöndring av melatonin, vilket styr kroppens vakenhetsnivå och gör att människan känner sig sömnig.

## Cirkadiskt ljus påverkan på sömn
Sömnmönster är direkt kopplade till människans cirkadiska rytm. Flera studier visar att ljus kan korrigera en störd dygnsrytm. Exponering av ljus på kväll/tidig natt förskjuter melatoninutsöndringen en timme nästkommande natt, vilket gör att människan upplever trötthet en timme senare. Exponering av ljus tidig morgon flyttar fram melatoninutsöndringen en timme tidigare kommande natt, vilket gör att människan upplever trötthet tidigare. Styrkan av synkroniseringen beror på distributionen och tiden av ljusexponeringen. Senare forskning har visar hur en förbättrad cirkadisk rytm är kopplad till förbättrad sömn och reducerar depressiva symptom.

## Cirkadiskt ljus och psykiskt välmående
Flera studier visar att exponeringen av ljus har indirekta effekter på människan. Forskning har konstaterat att dagsljus innehåller naturliga antidepressiva beståndsdelar som hjälper oss människor att synkronisera med den naturliga livsrytmen. Det finns forskningsunderlag som stödjer att man genom att exponera sig för direkt dagsljus kan minska risken för Årtidsburen depression (SAD), som uppkommer med minskat dagsljus. 

## Ny teknik korrigerar dygnsrytmen
Idag tillbringar den genomsnittliga befolkningen 90% av sin tid inomhus. Detta har lett till att dagsljus fått en större roll och mer påverkan på våra inomhusmiljöer. Inomhusljus har vanligtvis inte samma intensitet och variation i färgspektra som dagsljus och ger därför inte samma effekt. Med ett större fokus på dagsljusets betydelse för välmående har många parter börjat arbeta för ny teknik som stärker den naturliga dygnsrytmen genom belysning som återskapar och imiterar naturligt dagsljus. Exempel på företag som idag utvecklar teknik för att stärka den naturliga cirkadiska rytmen med ljus är Fagerhult och BrainLit. 